# Mörkpoker
Mörkpoker (köppoker, bytespoker, Draw Poker, Five card draw) var länge den mest spelade (för många till och med den enda kända) formen av poker i Sverige. Numera har "stora" pokerspel som Texas hold'em och Seven card stud till viss del konkurrerat ut mörkpoker, men spelet är fortfarande populärt på en del håll, bland annat i Norden. Mörkpoker förekommer sparsamt på kasinon, till skillnad från till exempel Texas hold'em som är mycket vanligt. Även om mörkpoker i grunden är ett skicklighetsspel, anses det inte vara riktigt lika skicklighetskrävande som Texas hold'em m.fl. spel.
Mörkpoker är ett kortspel och vadslagningsspel för 2-6 deltagare (ev. ännu fler). För att kunna ta till sig reglerna nedan förutsätts läsaren känna till allmänna pokerregler (se artiklarna poker, satsningsrunda, pokerhand och visning).

## Spelets gång
- Beroende på spelets satsningsstruktur betalar antingen två spelare mörkar (blinds) eller så betalar varje spelare en ante.

- Given ger var och en fem mörka kort.

- Första satsningsrundan. Personen i första position (närmast till vänster om knappen) talar först.

- När första rundan är avklarad följer det moment som kallas "köpet" eller "bytet": Var och en (med början hos den som sitter närmast till vänster om knappen) kan välja att byta bort upp till tre av sina egna kort. Denne lägger dessa kort uppochner i kasthögen och säger högt antalet kort som byts bort. Given ger personen motsvarande antal nya kort. Det är tillåtet att avstå från att byta.

- Andra satsningsrundan. Personen närmast till vänster om knappen talar först.

- Visning. Högsta visade hand vinner potten. Om flera personer visar exakt lika bra händer delas potten jämnt mellan dessa. Eventuellt överskott går antingen till den/de närmast till vänster om knappen, eller ligger kvar till nästa omgång, beroende på vad man kommit överens om från början.

## Allmänt
Som i alla pokerspel behöver en giv inte gå ända till visning. En giv kan ta slut i första eller andra rundan genom att en satsning eller höjning får övriga kvarvarande att lägga sig. Den som vinner på detta sätt behöver naturligtvis inte visa sin hand.
Som alltid i poker gäller att man kan inte bli utdriven ur en giv p.g.a. att man inte har tillräckligt med marker för att syna en satsning eller höjning. När detta inträffar kallas det att man går all-in och regeln om sidopotter används.
Det normala är att man låter limitarna i andra rundan vara dubbelt så stora som i första. 
Olika satsningsstrukturer kan användas till mörkpoker. Om man spelar straight limit och är 6 deltagare kan man ha till exempel 1 kr i ante, 5 kr limit i första rundan och 10 kr i den andra. Den som öppnar i första rundan måste alltså lägga 5 kr och en eventuell första höjning måste vara till 10 kr, nästa till 15 kr etc. Max tre höjningar per runda är standardregel, så om någon höjt till 20 kr i första rundan kan man bara syna eller lägga sig. I andra rundan är beloppen dubblerade. Regeln om max tre höjningar slutar gälla om bara två personer återstår (och taket inte nåddes när fler än två återstod).
Med max tre byteskort per person räcker leken bara till 6 personer om ingen lägger sig i första rundan och alla byter tre kort (visserligen ovanligt). Men man kan vara fler än sex deltagare i mörkpoker, förutsatt att man hittar på ett sätt att garantera att inte kortleken tar slut i en giv. Ett sätt att lösa detta om man är sju deltagare är att bestämma att om ingen lägger sig i första rundan får man bara byta max två kort (men om minst en person lägger sig fortsätter det som vanligt).

## Varianter
- Jackpot. När denna regel används måste man minst ha par i knektar för att få öppna i första rundan. Att ha par i knektar eller bättre innebär dock inte att man måste öppna. I andra rundan finns ingen begränsning på öppnaren. Spelaren som öppnade slänger sina byteskort i en särskild kasthög; om spelaren går till visning och vinner potten måste spelaren kunna visa att spelaren verkligen hade minst par i knektar från början. Om ingen får minst par i knektar från start blir det omgiv direkt.

- Given avbryts direkt om det blir rundcheckning i första satsningsrundan. Knappen flyttas till nästa giv och anten ligger kvar till denna omgång. Om denna regel används blir det mer riskabelt att försöka sig på en checkhöjning i första rundan om man skulle få en topphand direkt. (Denna regel används automatiskt när man spelar med jackpott, eftersom rundcheckning där innebär att ingen kunde eller ville öppna.)

- Enligt en regelvariant måste den som öppnade i första rundan tala först i den andra (i stället för spelaren i tidigast position). Regeln gör att man blir något mindre benägen att öppna i första rundan.

- Enligt en variant får man även välja att byta fyra eller fem kort i bytet. Om man vill vara säker på att korten inte tar slut i denna variant, kan man inte vara fler än 5 deltagare.

- I en annan variant spelar man med mörkar istället för med ante. Antalet mörkar varierar mellan olika pokergäng, det vanligaste är mellan två och fyra mörkar. Varje mörk är dubbelt så stor som den förra. Om man vill gå med kan man välja att syna mörken eller att höja den.

- Double Draw. I stället för ett byte får spelarna göra två byten. Därmed blir det tre satsningsrundor i stället för två. Man kan låta satsningsnivåerna öka mellan varje runda. (Exempelvis 5-10-20 kr (med 1 kr ante) om man spelar straight limit.)

- Triple Draw. I stället för ett byte får spelarna göra tre byten i varje giv. Därmed blir det fyra satsningsrundor i stället för två. Man kan låta satsningsnivåerna öka mellan rundorna. (Exempelvis 5-5-10-20 kr (med 1 kr ante) om man spelar straight limit.) Man kan också spela Triple Draw som en variant av Lowball.